# ホラー・オブ・ドロレス・ローチ
『ホラー・オブ・ドロレス・ローチ』（原題：The Horror of Dolores Roach）は、ジャスティナ・マシャドがタイトルロールを演じた2023年のアメリカ合衆国のダークコメディ・ホラーシリーズ。アーロン・マークが制作したオフ・ブロードウェイの一人芝居『Empanada Loca』と、本作と同名のポッドキャストを原作としている。
2023年7月7日にAmazon Prime Videoで公開された。

## あらすじ
ドロレス・ローチは16年の服役を終え、今や高級住宅街となったワシントンハイツに戻る。彼女は旧友のルイスと再会し、彼の経営するエンパナーダ店の地下室でマッサージ師として働きながら暮らすことになる。新たに手に入れた平穏が脅かされようとした時、彼女は極端な行動に出る。

## キャスト
- ドロレス・ローチ：ジャスティナ・マシャド
- ルイス・バティスタ：アレハンドロ・ヘルナンデス（英語版）
- ネリー・モリス：キタ・アップダイク
- ジェレミア：K・トッド・フリーマン（英語版）
- ギデオン・パールマン：マーク・マロン（英語版）
- マーシー：ジュディ・レイエス
- フローラ・フリアス：ジェシカ・ピメンテル（英語版）
- ジョイ：[[:en:Jean_Yoon|ジーン・ユン（英語版）]]
- ケイレブ・スウィッツァー：ジェフェリー・セルフ（英語版）
- ルーシー：シンディ・ローパー

## エピソード
| 通算 話数 | タイトル                                                | 監督                     | 脚本                                        | 公開日       |
| --------- | ------------------------------------------------------- | ------------------------ | ------------------------------------------- | ------------ |
| 1         | "マジックハンズ" "They Called Me Magic Hands"           | ロクサン・ドースン       | アーロン・マーク                            | 2023年7月7日 |
| 2         | "破滅の部屋" "This Building's Gonna Be the Death of Me" | エドワード・オルネラス   | アーロン・マーク & ダフネ・ルービン＝ヴェガ | 2023年7月7日 |
| 3         | "赤ん坊のように" "Like a Stoned-Ass Baby"               | アメリカ・ヤング         | アーロン・マーク & ダラ・レズニック         | 2023年7月7日 |
| 4         | "刑務所か、地獄か" "Bitch, I've Already Been to Prison" | アメリカ・ヤング         | アーロン・マーク & ブライアン・オタノ       | 2023年7月7日 |
| 5         | "必ず見つける" "I Never Don't Find 'Em"                 | Hiromi Kamata            | アーロン・マーク & マリア・ウィルソン       | 2023年7月7日 |
| 6         | "まばたき2回で" "Blink Twice"                           | ヒロミ・カマタ           | Michelle Badillo & ダラ・レズニック         | 2023年7月7日 |
| 7         | "さよなら、フェリシア" "Bye, Felicia"                   | エドゥアルド・サンチェス | ジョー・オルトゥア & ダラ・レズニック       | 2023年7月7日 |
| 8         | "私を止めて" "Stop Me"                                  | エドゥアルド・サンチェス | アーロン・マーク                            | 2023年7月7日 |

## 開発
2020年5月6日、ブラムハウス・テレビジョンがギムレット・メディアのポッドキャスト『The Horror of Dolores Roach』をAmazonスタジオ向けにドラマシリーズ化すると報じられた。ダラ・レズニックがショーランナーを務め、ポッドキャストの原作者であるアーロン・マークが自身の脚本をテレビシリーズ化する。このポッドキャストは、マークがダフネ・ルービン＝ヴェガ主演でオフ・ブロードウェイで上演した一人芝居『Empanada Loca』を原作にしたもので、マークはその後、同じくルービン＝ヴェガ主演でポッドキャスト版も製作した。
2021年6月、Amazonスタジオは同シリーズのパイロット版を発注し、2022年2月3日にAmazonがシリーズ化を決定したと報じられた。

## 公開
2023年6月15日、最初の3エピソードがトライベッカ映画祭のTVラインナップの一部としてプレミア公開された。2023年7月7日にAmazon Prime Videoで全話公開された。

### 批評家の評価
同シリーズは概ね好意的な評価を受け、ジャスティナ・マシャドのパフォーマンスは広く称賛された。
批評集積サイトRotten Tomatoesでは、シーズン1は40件のレビューがあり、支持率80％、平均評価7.2/10となっている。批評家の総意は「本作は、ホラーとユーモアの微妙なバランスで手に余ることをしているが、ジャスティナ・マシャドのこの奇想天外な前提へのこだわりが、このシリーズを香ばしいスナックにしている。」としている。
Metacriticsでは、シーズン1は14件の批評家レビューがあり、加重平均値は65/100となっている。